# Pädagogische Universität Nanjing
Die Pädagogische Universität Nanjing (chinesisch 南京师范大学, Pinyin Nánjīng Shīfàn Dàxué) ist eine 1952 gegründete staatliche Pädagogische Universität in Nanjing, VR China. 
Die Universität gehört zu den Universitäten des Projekts 211.

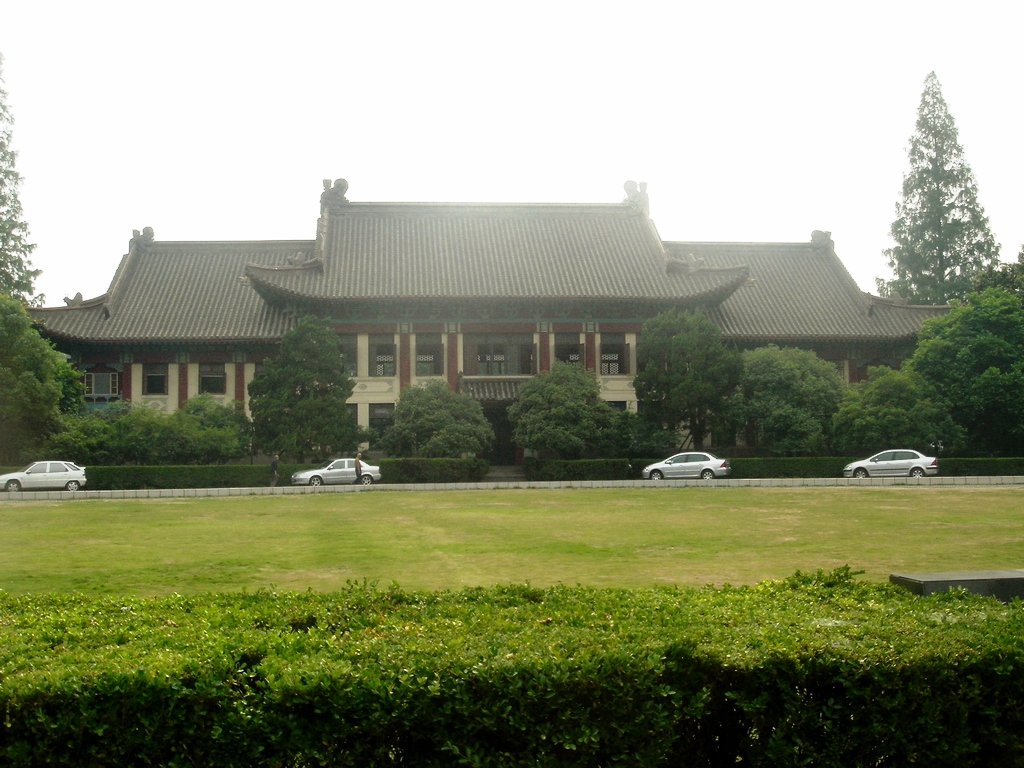
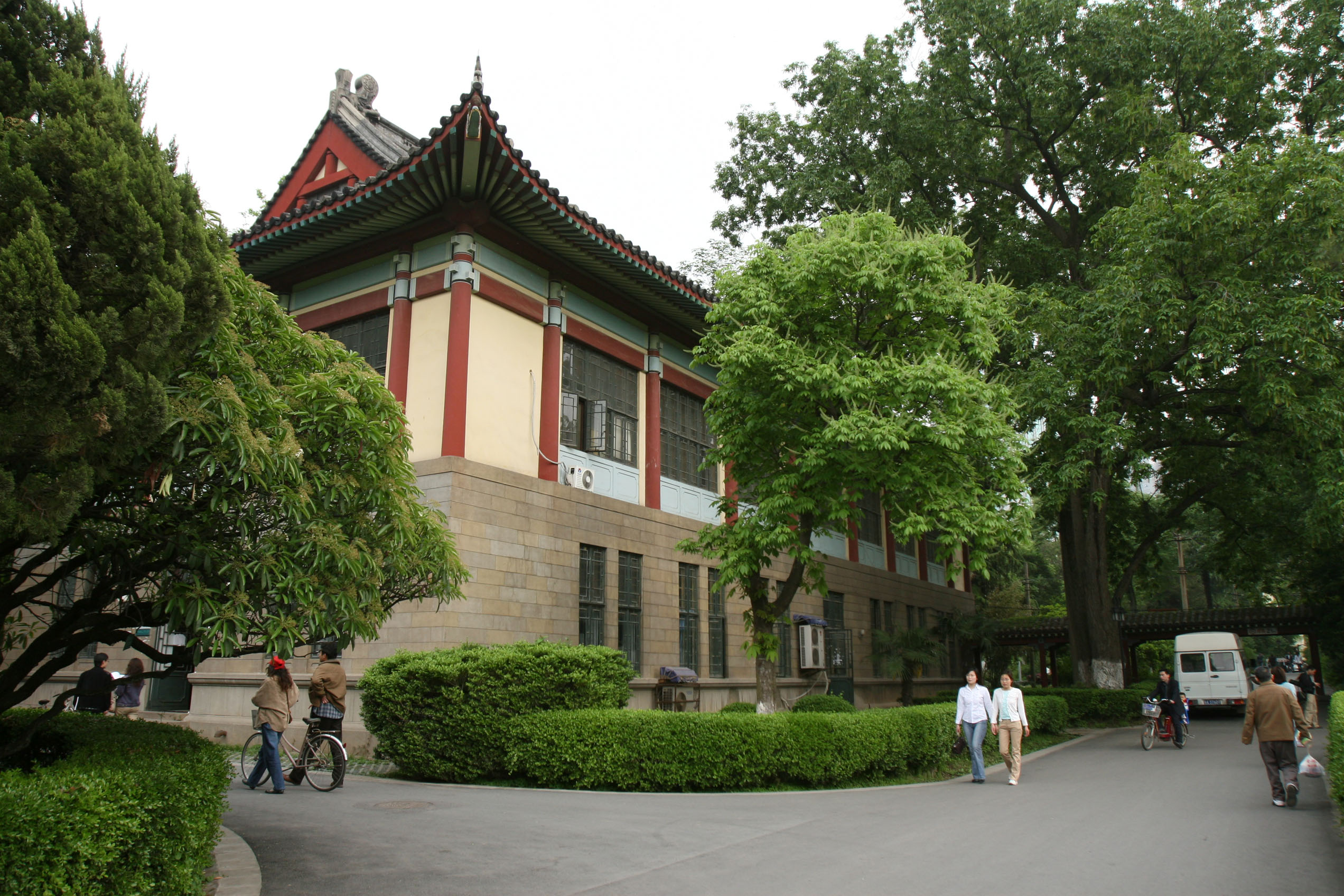
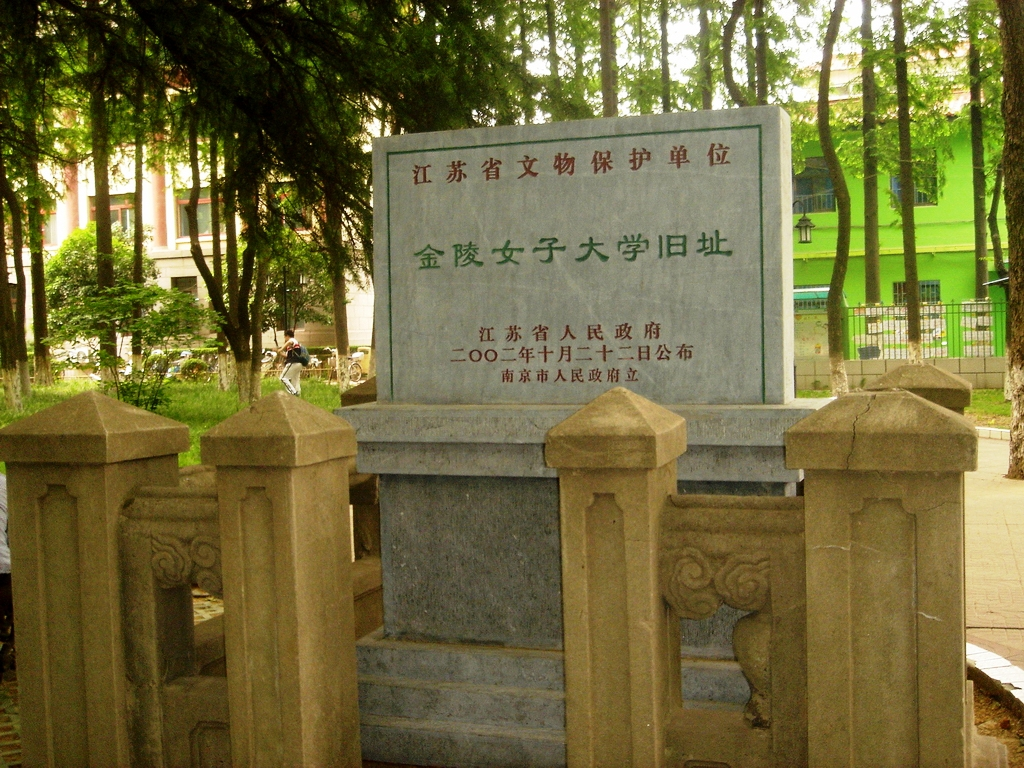
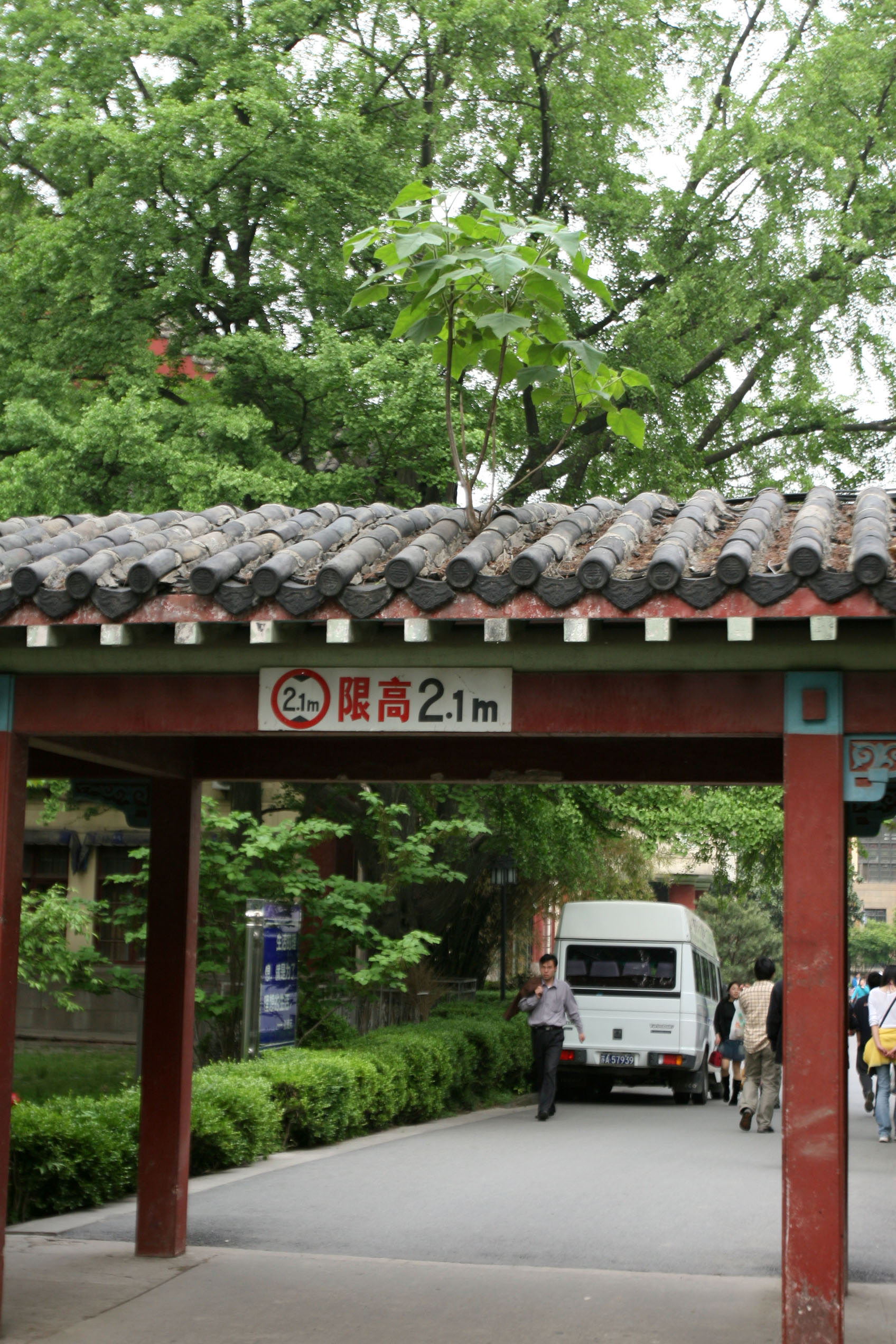

## Professoren
- Guo Quan